# Lijst van voetbalinterlands Australië - Zimbabwe (vrouwen)
Deze lijst van voetbalinterlands is een overzicht van alle officiële voetbalinterlands tussen de nationale vrouwenteams van Australië en Zimbabwe. De landen hebben tot nu toe één keer tegen elkaar gespeeld.

## Wedstrijden
| № | Plaats   | Datum           | Competitie             | Wedstrijd            | Uitslag |
| - | -------- | --------------- | ---------------------- | -------------------- | ------- |
| 1 | Salvador | 9 augustus 2016 | Olympische Spelen 2016 | Australië − Zimbabwe | 6 − 1   |

## Samenvatting
| Competitie        | Totaal gespeeld | Winst Australië | Gelijk | Winst Zimbabwe | Doelsaldo Australië – Zimbabwe |
| ----------------- | --------------- | --------------- | ------ | -------------- | ------------------------------ |
| Olympische Spelen | 1               | 1               | 0      | 0              | 6 − 1                          |
| Totaal            | 1               | 1               | 0      | 0              | 6 − 1                          |